# Battlefleet Gothic
Battlefleet Gothic – gra bitewna stworzona przez firmę Games Workshop, usytuowana w uniwersum Warhammer 40,000. 
W grze gracz może dowodzić  miniaturowymi modelami statków kosmicznych należących do prawie wszystkich ras z uniwersum Warhammera 40,000 i rywalizować z innym graczmi. Na podstawie gry powstała gra komputerowa RTS "Battleflettt Gothic: Armada", wydana w 2016 roku i wyprodukowana przez Tindalos Interactive oraz jej bezpośrednia kontynuacja; "Battleflettt Gothic: Armada II", wydana w 2019 roku.